# Marc Beaucage
Pour les articles homonymes, voir Beaucage.
Marc Beaucage (né le 14 février 1973 à Trois-Rivières, dans la province de Québec au Canada) est un joueur professionnel canadien de hockey sur glace.

## Carrière de joueur
Après 4 saisons avec le Titan de Laval, il passe 2 saisons sans jouer au hockey, avant de jouer une saison avec les Patriotes de l'Université du Québec à Trois-Rivières au hockey universitaire canadien, puis une saison en Italie.
Il passe ensuite 3 saisons avec le club-école des Canadiens de Montréal, le Canadiens de Fredericton, qui devient ensuite les Citadelles de Québec.
Il prend ensuite la direction de l'Allemagne, où il passe 7 saisons avec différents clubs de la DEL.
À l'été 2008, il revient au Canada, alors qu'il évolue quatre saisons avec le Caron et Guay de Trois-Rivières de la Ligue nord-américaine de hockey. Au terme de la saison 2011-2012, il prend sa retraite du hockey.
À l'été 2013 il fait un retour au jeu, alors que le 6 septembre il signe un contrat à titre d'agent libre avec les Marquis de Jonquière.

## Statistiques
| Saison    | Équipe                          | Ligue   |    | Saison régulière | Saison régulière | Saison régulière | Saison régulière | Saison régulière |    | Séries éliminatoires | Séries éliminatoires | Séries éliminatoires | Séries éliminatoires | Séries éliminatoires |
| Saison    | Équipe                          | Ligue   | PJ | B                | A                | Pts              | Pun              | PJ               | B  | A                    | Pts                  | Pun                  |                      |                      |
| 1990-1991 | Titan de Laval                  | LHJMQ   | 50 | 7                | 6                | 13               | 20               | 13               | 7  | 10                   | 17                   | 25                   |                      |                      |
| 1991-1992 | Titan de Laval                  | LHJMQ   | 67 | 24               | 38               | 62               | 117              | -                | -  | -                    | -                    | -                    |                      |                      |
| 1992-1993 | Titan de Laval                  | LHJMQ   | 67 | 33               | 43               | 76               | 131              | 13               | 6  | 10                   | 16                   | 10                   |                      |                      |
| 1993-1994 | Titan de Laval                  | LHJMQ   | 63 | 41               | 60               | 101              | 71               | 21               | 18 | 22                   | 40                   | 55                   |                      |                      |
| 1994-1995 | Patriotes de l’UQTR             | CIAU    | 20 | 13               | 21               | 34               | 70               | -                | -  | -                    | -                    | -                    |                      |                      |
| 1995-1996 | Patriotes de l’UQTR             | CIAU    | 26 | 30               | 36               | 66               | 65               | -                | -  | -                    | -                    | -                    |                      |                      |
| 1996-1997 | Patriotes de l’UQTR             | CIAU    | 23 | 23               | 31               | 54               | 69               | -                | -  | -                    | -                    | -                    |                      |                      |
| 1997-1998 | HC Courmaosta                   | Série A | 26 | 12               | 28               | 40               | 18               | -                | -  | -                    | -                    |                      |                      |                      |
| 1998-1999 | Canadiens de Fredericton        | LAH     | 79 | 25               | 26               | 51               | 64               | 9                | 2  | 3                    | 5                    | 12                   |                      |                      |
| 1999-2000 | Citadelles de Québec            | LAH     | 63 | 20               | 13               | 33               | 54               | 3                | 1  | 0                    | 1                    | 4                    |                      |                      |
| 2000-2001 | Citadelles de Québec            | LAH     | 65 | 18               | 14               | 32               | 44               | -                | -  | -                    | -                    | -                    |                      |                      |
| 2001-2002 | Augsburger Panther              | DEL     | 60 | 17               | 35               | 52               | 74               | 3                | 0  | 2                    | 2                    | 4                    |                      |                      |
| 2002-2003 | DEG Metro Stars                 | DEL     | 50 | 21               | 13               | 34               | 78               | 5                | 0  | 1                    | 1                    | 2                    |                      |                      |
| 2003-2004 | Krefeld Pinguine                | DEL     | 45 | 18               | 25               | 43               | 126              | -                | -  | -                    | -                    | -                    |                      |                      |
| 2004-2005 | Lions de Francfort              | DEL     | 50 | 15               | 21               | 36               | 109              | 7                | 1  | 0                    | 1                    | 12                   |                      |                      |
| 2005-2006 | Hamburg Freezers                | DEL     | 48 | 19               | 21               | 40               | 80               | 6                | 2  | 1                    | 3                    | 12                   |                      |                      |
| 2006-2007 | Hamburg Freezers                | DEL     | 52 | 19               | 22               | 41               | 110              | 7                | 2  | 6                    | 8                    | 16                   |                      |                      |
| 2007-2008 | Hamburg Freezers                | DEL     | 51 | 5                | 25               | 30               | 118              | 8                | 1  | 3                    | 4                    | 6                    |                      |                      |
| 2008-2009 | Caron et Guay de Trois-Rivières | LNAH    | 34 | 20               | 36               | 56               | 30               | 4                | 2  | 2                    | 4                    | 4                    |                      |                      |
| 2009-2010 | Caron et Guay de Trois-Rivières | LNAH    | 41 | 20               | 34               | 54               | 66               | 6                | 2  | 4                    | 6                    | 4                    |                      |                      |
| 2010-2011 | Caron et Guay de Trois-Rivières | LNAH    | 41 | 27               | 52               | 79               | 48               | 5                | 4  | 6                    | 10                   | 8                    |                      |                      |
| 2011-2012 | Caron et Guay de Trois-Rivières | LNAH    | 30 | 16               | 21               | 37               | 56               | 6                | 1  | 2                    | 3                    | 0                    |                      |                      |
|           |                                 |         |    |                  |                  |                  |                  |                  |    |                      |                      |                      |                      |                      |
| 2013-2014 | Marquis de Jonquière            | LNAH    | 18 | 5                | 12               | 17               | 22               | 1                | 0  | 0                    | 0                    | 0                    |                      |                      |

## Trophées et honneurs personnels
- Ligue nord-américaine de hockey
  - 2013-2014 : remporte la Coupe Canam avec les Marquis de Jonquière.
- Ligue de hockey junior majeur du Québec
  - 1992-1993 : remporte la Coupe du président et participe à la Coupe Memorial avec le Titan de Laval.
  - 1993-1994 : participe à la Coupe Memorial avec le Titan de Laval.